# David Conde
Pour les articles homonymes, voir Conde.
David Conde, de son nom complet Daouda Vidson Conde, né le 10 juin 1992 à Dakar (Sénégal) est un joueur international guinéen de basket-ball évoluant au poste d'intérieur.

## Biographie

### Premières années et carrière en club
Né de parents guinéens d'éthnie Malinkés et Toucouleurs, David grandit à Conakry en Guinée.
David Conde connaît une trajectoire atypique. Il commence le basket-ball à 18 ans à son arrivée en France au sein du Castelnau Basket, club de Castelnau-le-Lez. il progresse rapidement, passant  de la pré-nationale (6e division) en 2012-2013, à la nationale 1 (3e niveau national) en 2015-2016 où il évolue avec SAP Vaucluse.
Souhaitant progresser de manière encore plus significative, il rejoint lors de l'été 2018 le club de Sorgues qui évolue en nationale 1.
Lors de sa deuxième saison en de nationale 1, en 2018-2019 sous le maillot des Sorguais, il inscrit 13,21 points à 60 % de réussite et prend 6,31 rebonds en moyenne.

### Équipe nationale
David Conde commence sa carrière internationale en 2016 lors des éliminatoires de la coupe d'Afrique de basket-ball (CAN).
En 2017, il inscrit 14,7 points et prend 5 rebonds de moyenne lors du championnat d'Afrique disputé en Tunisie, compétition où il termine à la neuvième place des meilleurs marqueurs.

## Palmarès
- Champion pré-nationale avec Castelnau en 2012-2013.